# Logusantu
Logusantu (en italià Luocosanto) és un municipi italià, dins de la província de Sàsser. L'any 2007 tenia 1.908 habitants. Es troba a la regió de Gal·lura. Limita amb els municipis d'Aglientu, Arzachena, Luras i Tèmpiu.

## Administració
| Període | Identitat       | Partit        |
| ------- | --------------- | ------------- |
| 2005-   | Mario Scampuddu | Llista cívica |